# Kathedrale von Novo mesto

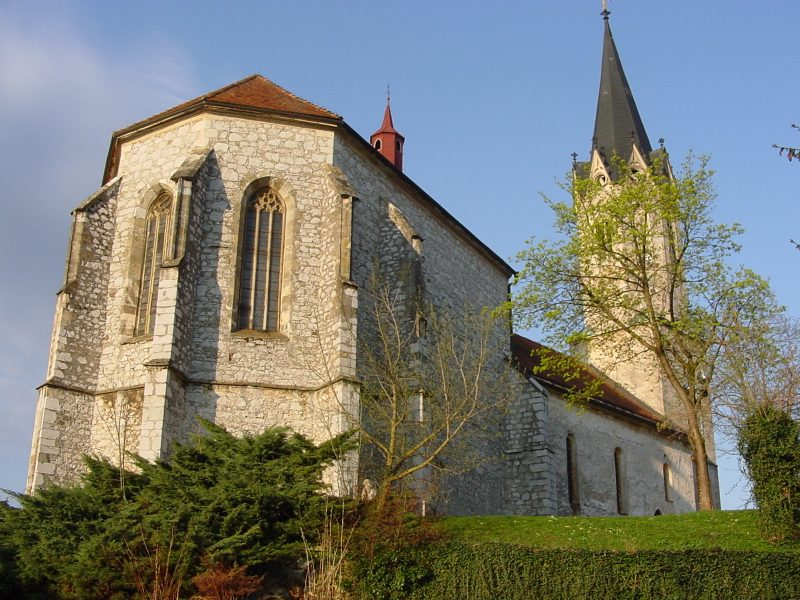
Außenansicht

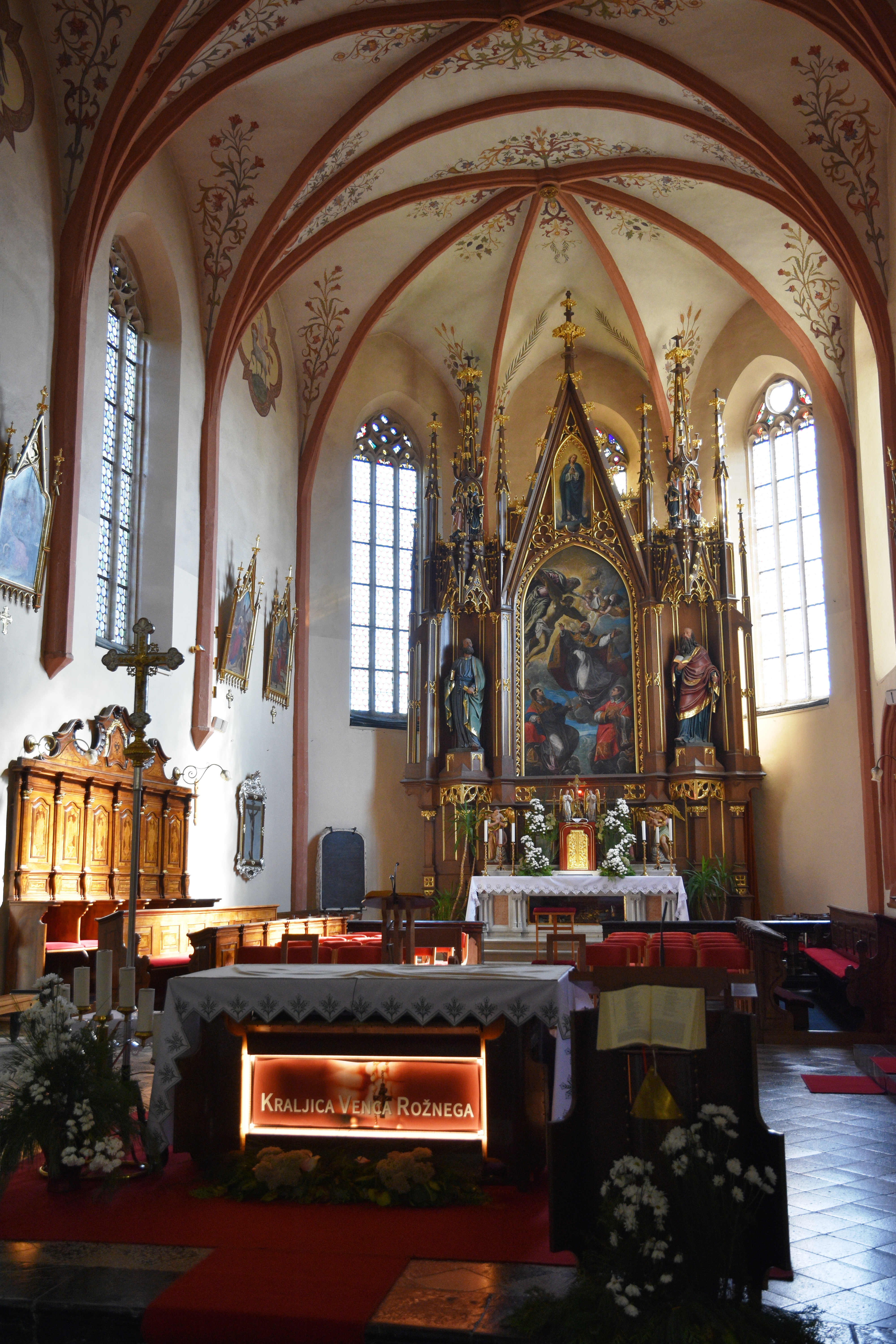
Innenansicht der Kirche

Die Kathedrale St. Nikolai (slowenisch: „Stolna cerkev sv. Nikolaja“) auch Kapitelj in der slowenischen Stadt Novo mesto ist die römisch-katholische Bischofskirche des Bistums Novo mesto.
Die Kirche aus Stein befindet sich auf einem Hügel unweit des Flusses Krka. Mit der Einrichtung des Bistums Novo Mesto 2006 wurde die ursprüngliche Stiftskirche zur Kathedrale erhoben. Die Kirche zeigt gotische und barocke Elemente. Eine Besonderheit ist die gebrochene Längsachse. Der Chor ist gegenüber dem Hauptschiff deutlich erhöht.
An der Stelle der heutigen Kirche befand sich bereits eine ältere Kirche, die 1428 das erste Mal erwähnt wurde. Sie wurde ab 1494 erheblich vergrößert und umgebaut. Dieser Umbau zog sich bis 1623 hin. Ursache dafür waren die Angriffe der Türken sowie ein Brand im Jahr 1576. Zu dieser Zeit wurde auch das Hochaltarbild angeschafft, ein Werk des venezianischen Künstlers Tintoretto. Die 1733 errichteten Seitenaltäre stammen von Valentin Metzinger. Die barock gestaltete Kirche wurde bei einer weiteren Restaurierung regotisiert. Der Glockenturm wurde erst 1860 angefügt.